# The Ladder Tour
Die The Ladder Tour war eine weltweite Konzerttournee der britischen Progressive-Rock-Band Yes. Sie umfasste insgesamt 82 Konzerte und diente zur Promotion ihres Albums The Ladder (1999). Gleichzeitig war es die vorerst letzte Yes-Tournee mit Billy Sherwood bis zu dessen Wiedereinstieg im Jahr 2015.

## Hintergrund
Die The Ladder Tour begann am 6. September 1999 in Rio de Janeiro und endete am 25. März 2000 in Bukarest. Dabei tourten Yes durch Nordamerika, Europa und Lateinamerika. Neben kleineren Konzerthallen und Theatern spielte die Band in den USA auch an Veranstaltungsorten, die durch das von Isaac Tigrett und Dan Aykroyd gegründete Konzertunternehmen House of Blues betrieben wurden.
Anders als auf ihrer Tournee zum vorherigen Album Open Your Eyes, das von ihnen eher stiefmütterlich behandelt wurde, spielten sie über die gesamte Tournee verteilt vom aktuellen Album The Ladder nahezu alle Songs live. Dennoch war bei allen Yes-Tourneen nach 2000 bis heute kein Song dieses Albums mehr bei ihren Konzerten zu hören.
Nach dem Ende der The Ladder Tour verließ Gitarrist Billy Sherwood Yes, blieb der Band jedoch weiterhin freundschaftlich verbunden. Insbesondere mit Yes-Bassist Chris Squire arbeitete Sherwood in den folgenden Jahren immer wieder zusammen, so beispielsweise bei ihrem gemeinsamen Musikprojekt Conspiracy. Nach Squires Tod im Juni 2015 übernahm Sherwood dessen Position als Bassist in der Band und ist seitdem wieder offizielles Yes-Mitglied.

## Liveaufnahmen
Das Konzert in Las Vegas am 31. Oktober 1999 wurde aufgenommen, gefilmt und unter dem Titel und im September 2000 unter dem Titel House of Yes – Live from House of Blues als Livealbum und auf DVD veröffentlicht.

## Setlist

### Beispiel-Setlist
- Intro (Firebird Suite)
- Yours Is No Disgrace
- Time and a Word
- Homeworld (The Ladder)
- Perpetual Change
- Lightning Strikes
- The Messenger
- Nous Sommes du Soleil (excerpt from „Ritual“)
- And You and I
- Close to the Edge
- It Will Be a Good Day
- Lightning Strikes
- Hearts
- Awaken
- I’ve Seen All Good People
- Cinema
- Owner of a Lonely Heart
- Roundabout

## Tourdaten
| Nr.                   | Datum                 | Stadt                 | Land                  | Veranstaltungsort                |
| Leg 1 – Lateinamerika | Leg 1 – Lateinamerika | Leg 1 – Lateinamerika | Leg 1 – Lateinamerika | Leg 1 – Lateinamerika            |
| --------------------- | --------------------- | --------------------- | --------------------- | -------------------------------- |
| 1                     | 6. September 1999     | Rio de Janeiro        | Brasilien             | Canecão                          |
| 2                     | 8. September 1999     | São Paulo             | Brasilien             | Olímpia                          |
| 3                     | 9. September 1999     | São Paulo             | Brasilien             | Olímpia                          |
| 4                     | 12. September 1999    | Buenos Aires          | Argentinien           | Luna Park                        |
| xx                    | 14. September 1999    | Santiago de Chile     | Chile                 | Estadio Chile                    |
| 5                     | 16. September 1999    | Lima                  | Peru                  | Muelle Uno                       |
| 6                     | 18. September 1999    | San Pedro             | Costa Rica            | Planet Mall                      |
| 7                     | 21. September 1999    | Caracas               | Venezuela             | Complejo Cultural Teresa Carreño |
| 8                     | 22. September 1999    | Caracas               | Venezuela             | Complejo Cultural Teresa Carreño |
| 9                     | 24. September 1999    | Mexiko-Stadt          | Mexiko                | Palacio de los Deportes          |
| Leg 2 – Nordamerika   |                       |                       |                       |                                  |
| 10                    | 15. Oktober 1999      | North Myrtle Beach    | Vereinigte Staaten    | House of Blues                   |
| 11                    | 16. Oktober 1999      | Atlanta               | Vereinigte Staaten    | Tabernacle                       |
| 12                    | 18. Oktober 1999      | Tampa                 | Vereinigte Staaten    | Carol Morsani Hall               |
| 13                    | 19. Oktober 1999      | Tampa                 | Vereinigte Staaten    | Carol Morsani Hall               |
| 14                    | 21. Oktober 1999      | Sunrise               | Vereinigte Staaten    | Musical Theatre                  |
| 15                    | 22. Oktober 1999      | Lake Buena Vista      | Vereinigte Staaten    | House of Blues                   |
| 16                    | 23. Oktober 1999      | Jacksonville          | Vereinigte Staaten    | Florida Theatre                  |
| 17                    | 25. Oktober 1999      | New Orleans           | Vereinigte Staaten    | House of Blues                   |
| 18                    | 26. Oktober 1999      | Houston               | Vereinigte Staaten    | Aerial Theatre                   |
| 19                    | 29. Oktober 1999      | Phoenix               | Vereinigte Staaten    | Union Hall                       |
| 20                    | 30. Oktober 1999      | Anaheim               | Vereinigte Staaten    | Sun Theatre                      |
| 21                    | 31. Oktober 1999      | Las Vegas             | Vereinigte Staaten    | House of Blues                   |
| 22                    | 2. November 1999      | West Hollywood        | Vereinigte Staaten    | House of Blues                   |
| 23                    | 3. November 1999      | West Hollywood        | Vereinigte Staaten    | House of Blues                   |
| 24                    | 4. November 1999      | West Hollywood        | Vereinigte Staaten    | House of Blues                   |
| 25                    | 6. November 1999      | San Francisco         | Vereinigte Staaten    | Warfield Theatre                 |
| 26                    | 7. November 1999      | San Francisco         | Vereinigte Staaten    | Warfield Theatre                 |
| 27                    | 9. November 1999      | Seattle               | Vereinigte Staaten    | Paramount Theatre                |
| 28                    | 12. November 1999     | Minneapolis           | Vereinigte Staaten    | Orpheum Theatre                  |
| 29                    | 13. November 1999     | Milwaukee             | Vereinigte Staaten    | Auditorium                       |
| 30                    | 15. November 1999     | Chicago               | Vereinigte Staaten    | Riviera Theatre                  |
| 31                    | 16. November 1999     | Chicago               | Vereinigte Staaten    | Riviera Theatre                  |
| 32                    | 17. November 1999     | Chicago               | Vereinigte Staaten    | Riviera Theatre                  |
| 33                    | 19. November 1999     | Royal Oak             | Vereinigte Staaten    | Music Theatre                    |
| 34                    | 20. November 1999     | Toledo                | Vereinigte Staaten    | SeaGate Convention Center        |
| 35                    | 21. November 1999     | Cincinnati            | Vereinigte Staaten    | Taft Theatre                     |
| 36                    | 23. November 1999     | Rochester             | Vereinigte Staaten    | Auditorium Theatre               |
| 37                    | 24. November 1999     | Cleveland             | Vereinigte Staaten    | Agora Theatre                    |
| 38                    | 26. November 1999     | New Brunswick         | Vereinigte Staaten    | State Theatre                    |
| 39                    | 27. November 1999     | Ledyard               | Vereinigte Staaten    | Foxwoods Resort Casino           |
| 40                    | 28. November 1999     | Wallingford           | Vereinigte Staaten    | SNET Oakdale Theatre             |
| 41                    | 30. November 1999     | Wilkes-Barre          | Vereinigte Staaten    | F.M. Kirby Center                |
| 42                    | 1. Dezember 1999      | Pittsburgh            | Vereinigte Staaten    | A.J. Palumbo Center              |
| 43                    | 2. Dezember 1999      | Mount Pleasant        | Vereinigte Staaten    | Soaring Eagle Casino             |
| 44                    | 4. Dezember 1999      | Toronto               | Kanada                | Massey Hall                      |
| 45                    | 5. Dezember 1999      | Montréal              | Kanada                | Métropolis                       |
| 46                    | 7. Dezember 1999      | New York City         | Vereinigte Staaten    | Beacon Theatre                   |
| 47                    | 8. Dezember 1999      | New York City         | Vereinigte Staaten    | Beacon Theatre                   |
| 48                    | 9. Dezember 1999      | New York City         | Vereinigte Staaten    | Beacon Theatre                   |
| 49                    | 11. Dezember 1999     | Boston                | Vereinigte Staaten    | Orpheum Theatre                  |
| 50                    | 12. Dezember 1999     | Upper Darby           | Vereinigte Staaten    | Tower Theatre                    |
| 51                    | 13. Dezember 1999     | Upper Darby           | Vereinigte Staaten    | Tower Theatre                    |
| Leg 3 – Europa        |                       |                       |                       |                                  |
| 52                    | 6. Februar 2000       | Dublin                | Irland                | National Concert Hall            |
| xx                    | 7. Februar 2000       | Birmingham            | England               | Symphony Hall                    |
| 53                    | 8. Februar 2000       | Birmingham            | England               | Symphony Hall                    |
| 54                    | 10. Februar 2000      | Sheffield             | England               | City Hall                        |
| 55                    | 11. Februar 2000      | Cardiff               | Wales                 | International Arena              |
| 56                    | 12. Februar 2000      | Bournemouth           | England               | International Centre             |
| 57                    | 13. Februar 2000      | Manchester            | England               | Apollo Theatre                   |
| 58                    | 14. Februar 2000      | Liverpool             | England               | Empire Theatre                   |
| 59                    | 16. Februar 2000      | Nottingham            | England               | Royal Concert Hall               |
| 60                    | 17. Februar 2000      | Glasgow               | Schottland            | Clyde Auditorium                 |
| 61                    | 19. Februar 2000      | London                | England               | Royal Albert Hall                |
| 62                    | 20. Februar 2000      | London                | England               | Royal Albert Hall                |
| 63                    | 23. Februar 2000      | Porto                 | Portugal              | O Coliseu                        |
| 64                    | 24. Februar 2000      | Lissabon              | Portugal              | Pavilhão Atlântico               |
| 65                    | 25. Februar 2000      | Madrid                | Spanien               | Sala La Riviera                  |
| 66                    | 26. Februar 2000      | Barcelona             | Spanien               | Sala Zeleste                     |
| 67                    | 28. Februar 2000      | Paris                 | Frankreich            | Olympia                          |
| 68                    | 29. Februar 2000      | Brüssel               | Belgien               | Forest National                  |
| 69                    | 1. März 2000          | Utrecht               | Niederlande           | Muziekcentrum Vredenburg         |
| 70                    | 2. März 2000          | Utrecht               | Niederlande           | Muziekcentrum Vredenburg         |
| 71                    | 4. März 2000          | San Lazzaro di Savena | Italien               | PalaSavena                       |
| xx                    | 5. März 2000          | Palazzolo sull’Oglio  | Italien               | PalaUs                           |
| xx                    | 6. März 2000          | Assago                | Italien               | FilaForum                        |
| xx                    | 7. März 2000          | Florenz               | Italien               | Teatro Verdi                     |
| 72                    | 9. März 2000          | Zürich                | Schweiz               | Kongresshaus                     |
| 73                    | 11. März 2000         | Offenbach am Main     | Deutschland           | Stadthalle                       |
| 74                    | 12. März 2000         | Köln                  | Deutschland           | Palladium                        |
| 75                    | 13. März 2000         | Stuttgart             | Deutschland           | Liederhalle                      |
| 76                    | 15. März 2000         | Leipzig               | Deutschland           | Haus Auensee                     |
| 77                    | 16. März 2000         | Berlin                | Deutschland           | Columbiahalle                    |
| 78                    | 17. März 2000         | Fürth                 | Deutschland           | Stadthalle                       |
| 79                    | 19. März 2000         | Wien                  | Osterreich            | Libro Music Hall                 |
| 80                    | 20. März 2000         | Ljubljana             | Slowenien             | Hala Tivoli                      |
| 81                    | 23. März 2000         | Sofia                 | Bulgarien             | Zimen dvorets na sporta          |
| 82                    | 25. März 2000         | Bukarest              | Rumänien              | Sala Palatului                   |

## Band
- Jon Anderson: Gesang, Gitarre, Percussion, Harfe
- Steve Howe: Gitarre, Pedal-Steel-Gitarre, Hintergrundgesang
- Igor Khoroshev: Keyboards, Percussion, Hintergrundgesang
- Billy Sherwood: Gitarre, Hintergrundgesang
- Chris Squire: Bass, Mundharmonika, Hintergrundgesang
- Alan White: Schlagzeug